# Melora Hardin
Melora Hardin (ur. 29 czerwca 1967 w Houston) – amerykańska aktorka filmowa i telewizyjna, była aktorka dziecięca.
Jest znana z roli Trudy Monk w serialu Detektyw Monk, Jan Levinson w serialu The Office oraz Lorelei w filmie Hannah Montana: Film. Aktorka brała również udział w filmie Władza absolutna w reżyserii Clinta Eastwooda, gdzie zagrała rolę Christy Sullivan.
Jest córką aktora Jerry'ego Hardina.